# Transeius chorites
Transeius chorites är en spindeldjursart som först beskrevs av Schuster och Pritchard 1963.  Transeius chorites ingår i släktet Transeius och familjen Phytoseiidae. Inga underarter finns listade i Catalogue of Life.